# Somerset (New Jersey)
Somerset – jednostka osadnicza w Stanach Zjednoczonych, w stanie New Jersey, w hrabstwie Somerset.